# Imagem pública de Isabel II do Reino Unido

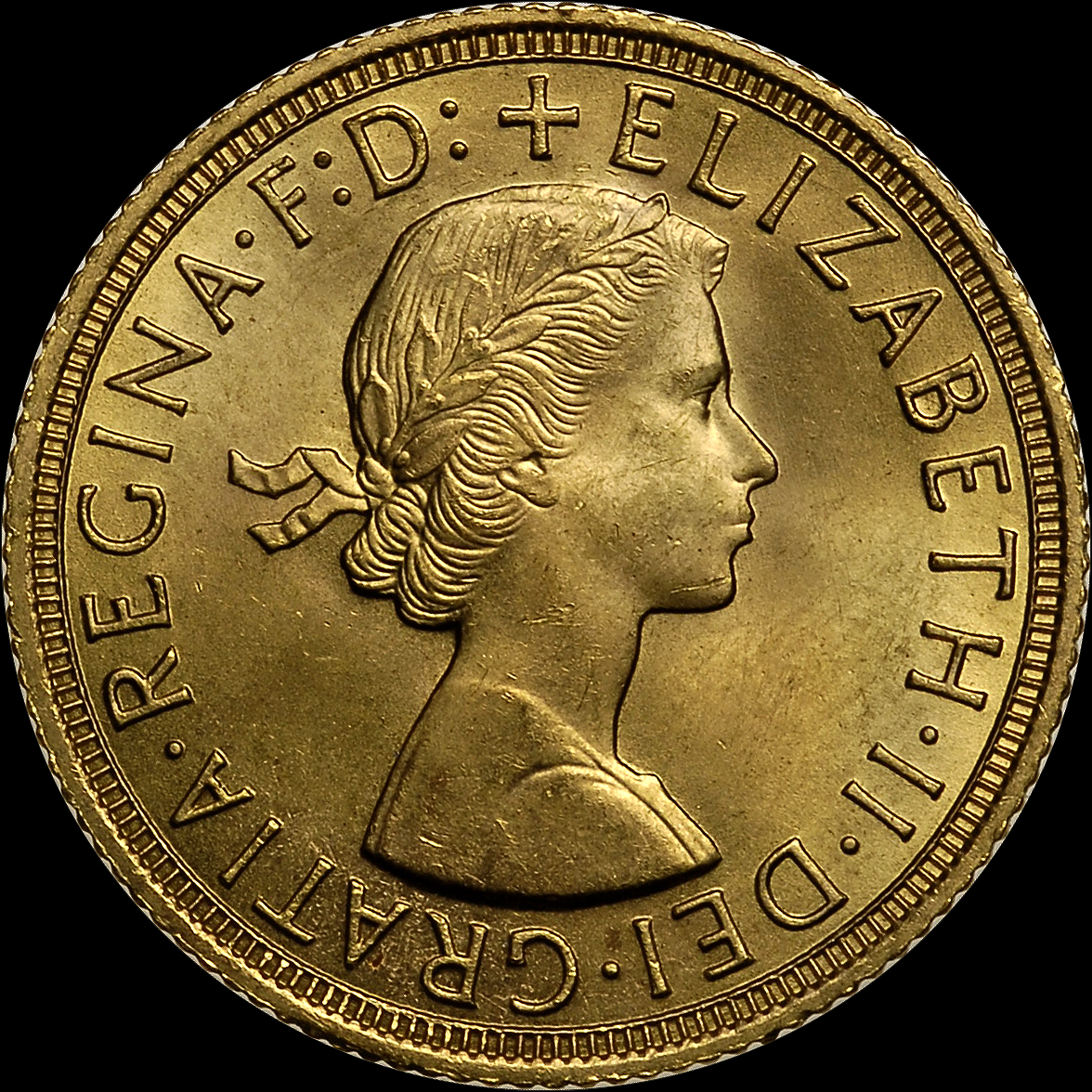
Como a mais longeva monarca britânica, Isabel II é a efígie nas moedas da libra esterlina desde sua coroação em 1953.

Isabel II foi a Rainha do Reino Unido de 1952 a 2022, sucedendo a seu pai Jorge VI e antecedendo seu filho Carlos III, o atual monarca britânico. Geralmente tida como um dos monarcas mais populares da história do Reino Unido, Isabel II governou o país por exatas sete décadas num dos mais longevos reinados da história, sendo cogitada como responsável pela reforma gradual da monarquia britânica e do papel do próprio monarca. O reinado de Isabel II atravessou diversas crises políticas e sociais e contestações públicas quanto ao significado da própria monarquia britânica e, no entanto, a imagem e aprovação pública da monarca manteve-se relativamente alta.
Considerada por especialistas e historiadores como uma monarca mais voltada à manutenção das tradições do que uma monarca reformadora, Isabel II seguia estritamente protocolos reais estabelecidos por alguns de seus antecessores como, por exemplo, a opção de manter-se reservada quanto à vida familiar e nunca conceder entrevistas ou declarações diretas à imprensa. Desta forma, suas visões sobre questões políticas são ainda hoje quase que totalmente desconhecidas do grande público, exceto dos chefes de Estado e de governo que experimentaram momentos de diálogo particular com a monarca. Por outro lado, Isabel II provou-se hábil em inovar protocolos como, por exemplo, quando discursou na televisão após a morte de Diana Spencer em 1997 e participou da Cerimônia de abertura dos Jogos Olímpicos de Verão de 2012.
Conservadora em vestimenta e etiqueta, Isabel II é lembrada também por sua preferência a cores sólidas e trajes de alta costura, o que, com o decorrer dos anos, se tornou uma marca pessoal. Como chefe de Estado de seu país, chefe da Casa de Windsor e Governadora Suprema da Igreja da Inglaterra, a monarca participou de inúmeros eventos públicos em todo o país e ao redor do mundo, empreendendo visitas de Estado às mais de uma centena de nações.

## Personalidade
O que se conhece sobre a personalidade de Isabel II é o resultado de impressões e descrições dos mais próximos a monarca. Após uma reunião privada, Michael Ignatieff, Líder da Oposição do Parlamento do Canadá, descreveu o "maravilhoso senso do absurdo" e afirmou que o "senso de humor, sendo do absurdo e senso de comédia resistiram à 60 anos de uma esgotante vida pública". Após uma curta temporada no Castelo de Balmoral, a então Governadora-geral Michaëlle Jean disse ter testemunhado uma "tranquila e informal vida familiar" da monarca: Isabel preparando a refeição com seus filhos - incluindo uma salada feita pela própria monarca - e lavando a louça depois. Lady Pamela Hicks, prima do Duque de Edimburgo, comentou que Isabel seria "individualista". A mãe de Hicks lembra-se de quando Jorge VI faleceu. Isabel e Filipe estavam no Quênia quando receberam a notícia da morte do rei; "Sinto muito, mas teremos de voltar à Inglaterra", teria dito a futura monarca segundo Hicks.

## Imagem pública

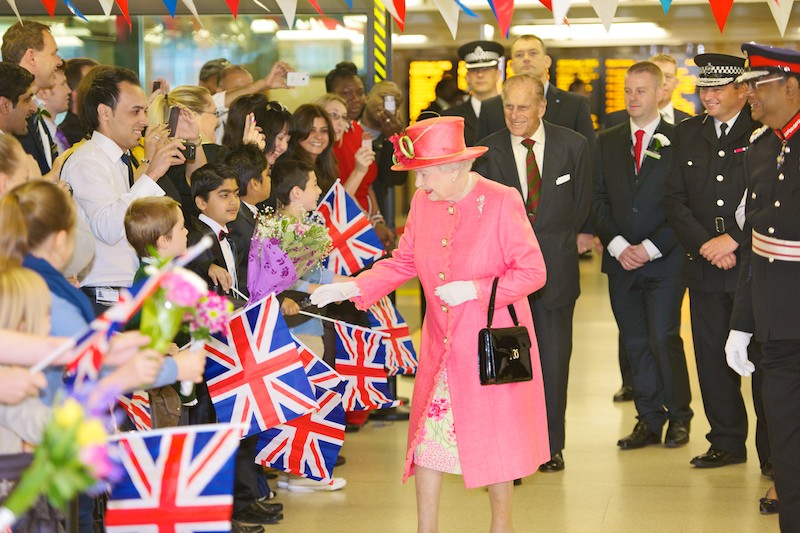
Isabel II cumprimenta súditos em Birmingham, 2012, por ocasião de seu Jubileu de Diamante.

As pesquisas de opinião geralmente demonstram altas taxas de aprovação popular a Isabel II; coincidindo com seu Jubileu de Diamante, a monarca obteve aprovação de 90% no Reino Unido, em 2012. De acordo com uma pesquisa da agência YouGov em janeiro de 2014, a monarca era a personalidade mais admirada no país, com taxas de aprovação de 18,7%. No âmbito internacional, Isabel II ficou em 17º lugar entre as personalidades mais conceituadas, segundo a mesma pesquisa.

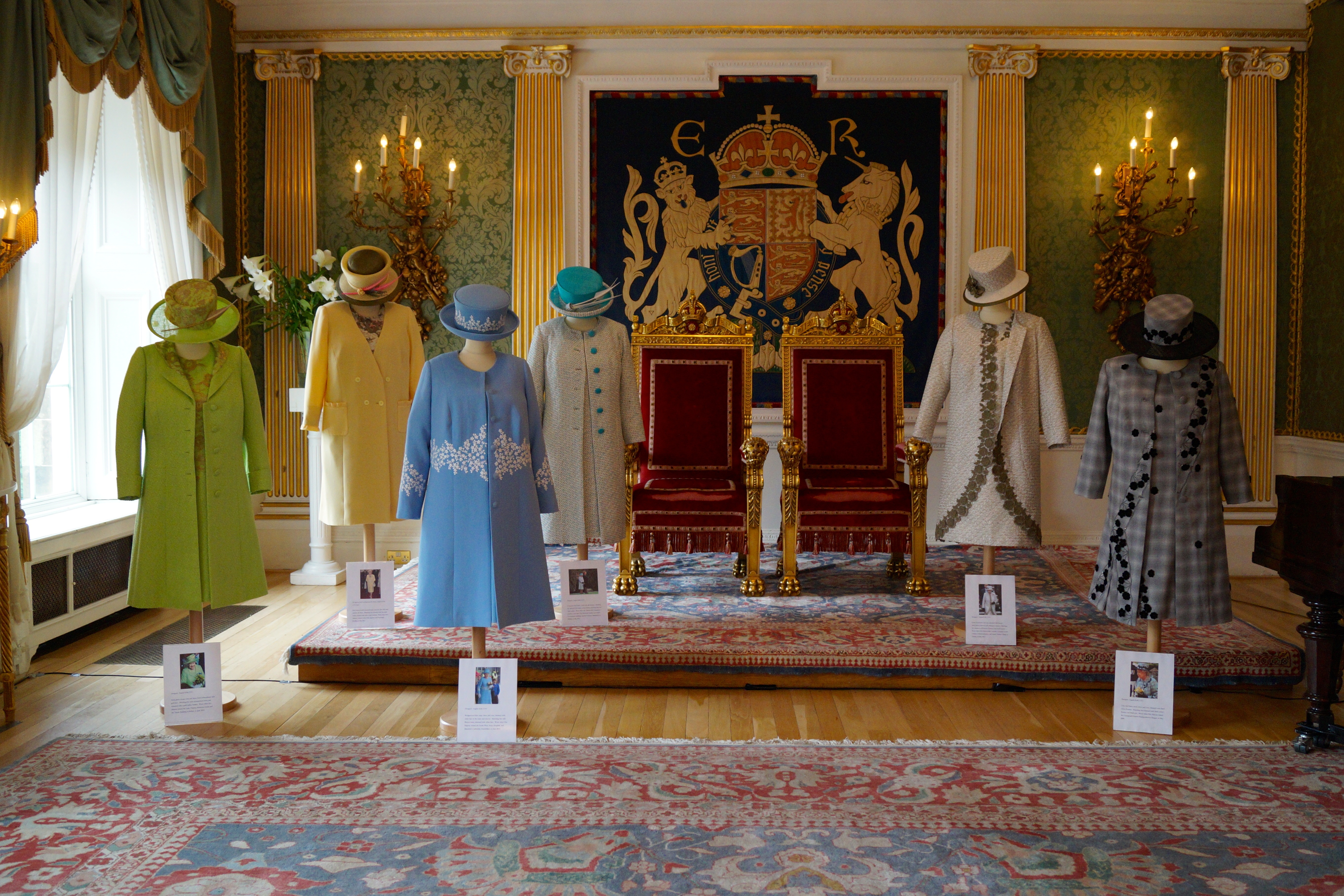
Trajes utilizados por Isabel II em exposição no Castelo de Hillsborough, em 2013.

Isabel II usa de pouco poder político nas funções cotidianas, portanto, sua imagem raramente é associado a atos impopulares dos demais políticos britânicos. Suas reuniões semanais com o Primeiro-ministro e com outros membros do gabinete passam ao público a imagem de quem está sempre empenhada no serviço do país; o que também contribui para sua alta popularidade. Em 2002, a monarca ficou em 24º lugar numa pesquisa da BBC para eleger os 100 Maiores Britânicos. Em 1997, ela e outros membros da Família real tornaram-se alvo de tabloides por sua reação contida acerca da morte de Diana, Princesa de Gales. A monarca, por razões desconhecidas, ignorou a norma de reverenciar o ataúde de Diana quando passava pelo Palácio de Buckingham; porém realizou um discurso televisionado em homenagem a mesma.

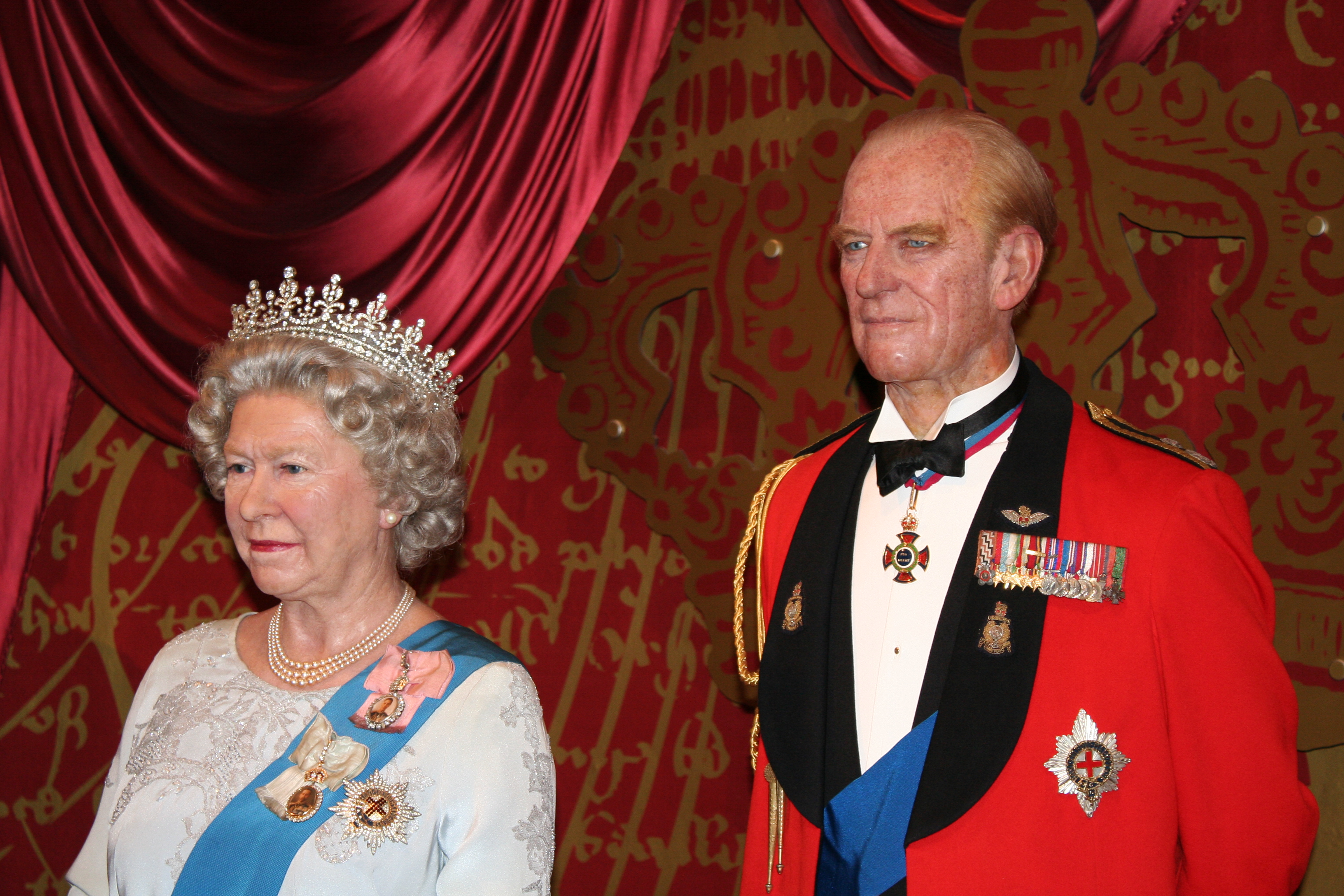
Estátuas de Isabel II e Filipe, Duque de Edimburgo no Madame Tussauds de Londres.

A imagem pública de Isabel II têm se suavizado nos últimos anos; ainda que permaneça reservada em pública, a monarca têm sido fotografada e filmada em momentos de descontração pública e emoção (como sua comoção nas comemorações do Dia da Memória e na cerimônia de casamento de Guilherme de Gales e Catherine Middleton). Na maioria de suas aparições públicas, a monarca prefere usar peças de cores sólidas; uma das razões para tal seria a visibilidade e destaque que as cores provocam à distância.
Nos anos recentes, Isabel II também têm sido reportada como uma matriarca. A própria afirmou ser "viciada" em jogar Nintendo Wii, que teria sido um presente de Kate Middleton ao Duque de Cambridge. A monarca também gerencia sua própria conta de e-mail e possui um celular particular e um iPod. Em 2009, o Presidente americano Barack Obama presenteou a Rainha com um iPod personalizado.

## Personalidade diplomática

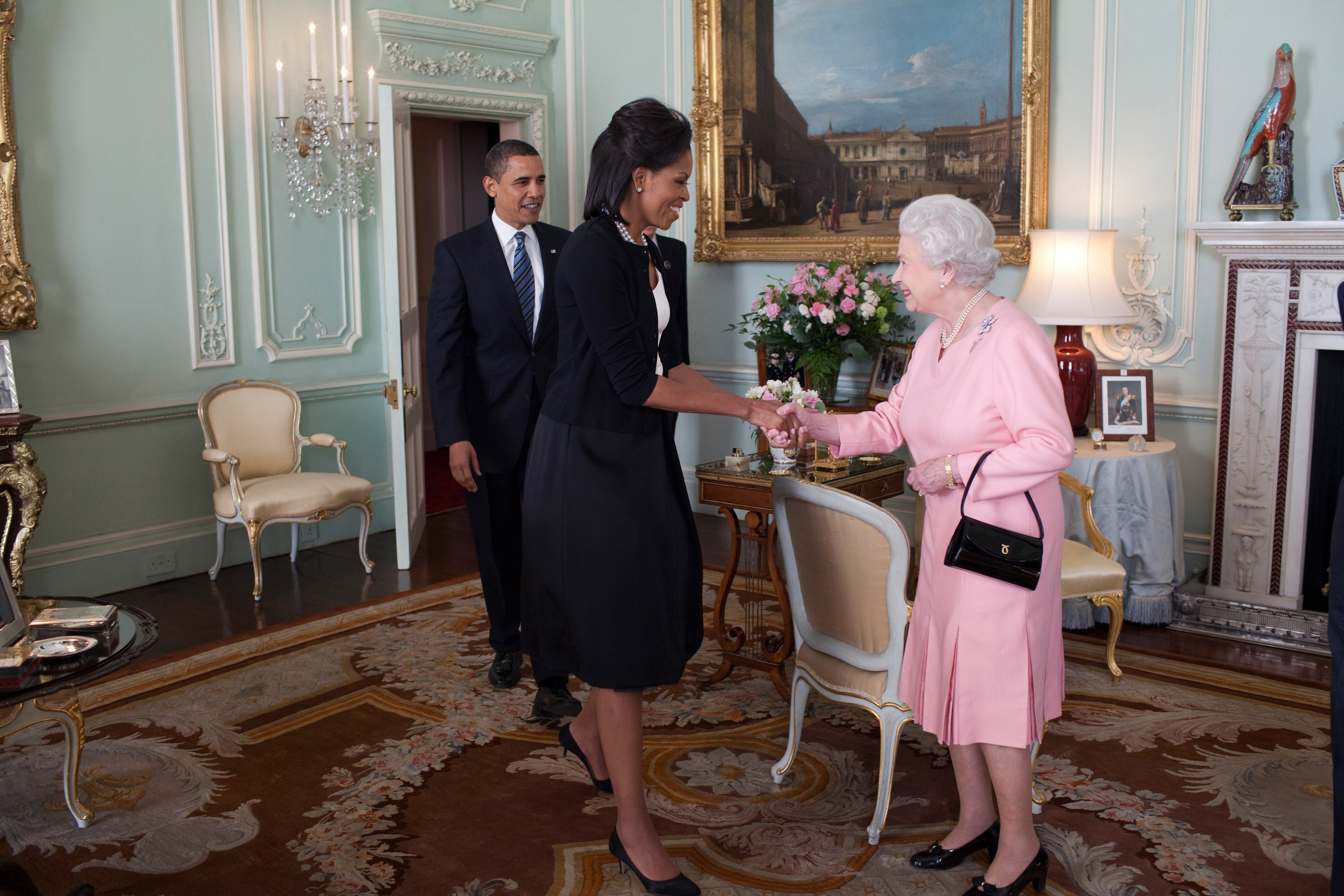
O Presidente estadunidense Barack Obama e Michelle Obama foram recebidos por Isabel II no Palácio de Buckingham, em 2009.

Em questão de diplomacia, Isabel II é conhecida como uma monarca formal e, portanto, o protocolo real em seu entorno é altamente rígido. Apesar da suavização de algumas regras tradicionais de tratamento com a monarca (reverência não é mais exigida, por exemplo, apesar de ainda amplamente executada), outras maneiras de interação pessoal, como toques físicos, não são recomendados pelos assessores da Coroa. Ao menos seis pessoas são conhecidas por quebrar esta regra, sendo a primeira uma norte-americana chamada Alice Frazier que abraçou a monarca em 1991 durante uma visita de autoridades à sua residência em Washington, D.C.. Em 1992, o Primeiro-ministro da Austrália Paul Keating foi fotografado  envolvendo a Rainha com um de seus braços. O ciclista canadense Louis Garneau cometeu a mesma gafe quase uma década depois ao posar para uma fotografia ao lado da monarca em Rideau Hall.
Em 2009, a Rainha encenou um gesto amigável com a Primeira-dama Michelle Obama numa recepção oficial no Palácio de Buckingham. A monarca posicionou sua mão nas costas de Michelle, que retribuiu o gesto.  A imprensa divulgou o feito como "sem precedentes" enquanto um porta-voz da realeza britânica descreveu como "uma mútua e espontânea demonstração de afeto" entre as duas figuras.
Recentemente, setores da imprensa especializados em etiqueta têm destacada supostos sinais utilizados pela monarca e sua equipe pessoal em eventos sociais. Segundo o jornalista Hugo Vickers, quando a monarca "move seu anel de casamento" é um sinal de que deseja o "fim imediato da conversa ou evento em andamento". Por outro lado, quando Isabel II posiciona sua bolsa em uma mesa é um sinal de que deseja o fim do jantar ou evento em no máximo cinco minutos.

## Percepção da imprensa
Ao longo de seu reinado, Isabel II têm participado de diversos eventos culturais como parte de seus deveres públicos. A monarca manteve a tradição de emitir uma mensagem natalina anual aos povos da Comunidade das Nações desde 1969. Sua primeira mensagem televisionada foi transmitida em 1957. Em 2001, a Mensagem Real de Natal foi transmitida pela internet pela primeira vez e, em 2006, foi disponibilizada como podcast. A primeira aparição de Isabel II na televisão em transmissão ao vivo foi em 1959, quando a monarca inaugurou oficialmente o Canal de São Lourenço.
Isabel II nunca concedeu entrevistas à imprensa. Em 2018, a monarca conversou por alguns minutos com Alastair Bruce de Crionaich para o documentário The Coronation. Em 2006, a rainha havia sido filmada em uma conversa com o artista australiano Rolf Harris durante a produção de um retrato oficial. Na ocasião, Isabel II apenas respondia de maneira monossilábica a algumas perguntas feitas por Harris sobre retratos anteriores. Por outro lado, a conversa com o também pintor Andrew Festing sugeriu uma imagem mais jovial e alegre de Isabel II em cenas do documentário Elizabeth R, produzido pela BBC em 1992.

## Na cultura popular

### Cinema

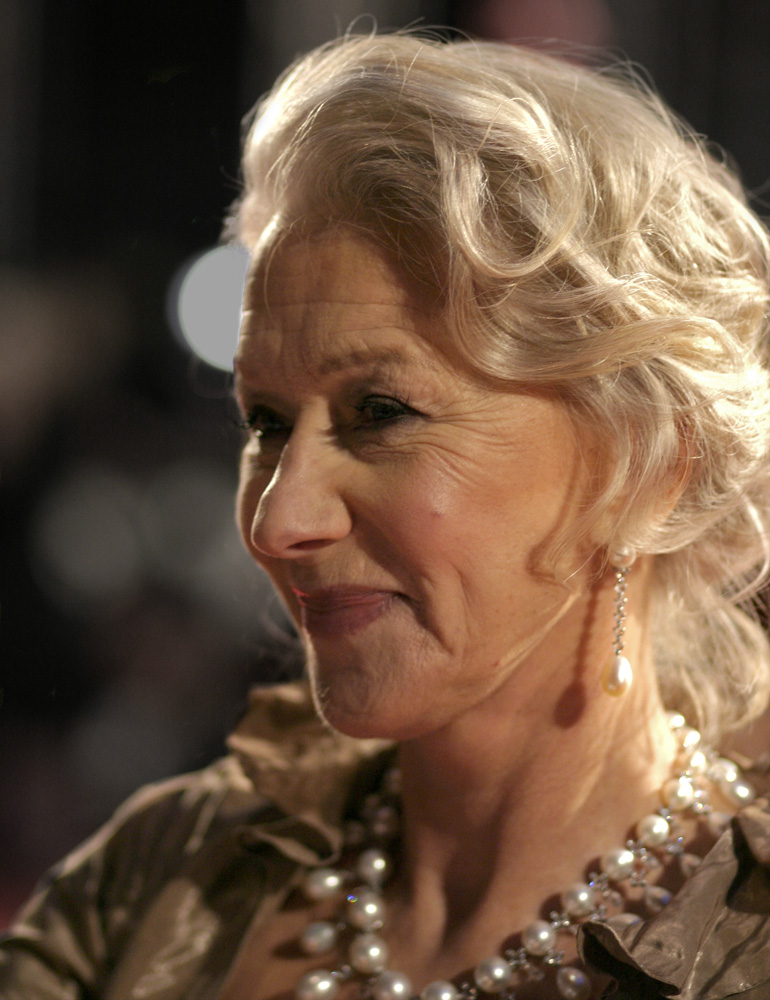
A atriz britânica Helen Mirren recebeu o Óscar de Melhor Atriz e o Globo de Ouro de Melhor Atriz em Filmes de Drama por interpretar a monarca em The Queen.

No cinema, Isabel II foi interpretada por:
- Jeannette Charles em National Lampoon's European Vacation (1985); The Naked Gun: From the Files of Police Squad! (1988); Austin Powers in Goldmember (2002)
- Prunella Scales em Johnny English (2003)
- Helen Mirren em The Queen (2006)
- Elizabeth Richard em 2012 (2009)
- Freya Wilson em The King's Speech (2010)
- Sarah Gadon em A Royal Night Out (2015)
- Jennifer Saunders em Minions (2015)
- Penelope Wilton em The BFG (2016)